# 박지예
박지예(1995년 11월 15일 ~ )는 대한민국의 배우이다. 소속사는 필름있수다이며, 공연으로 데뷔하였다.

## 학력
- 계원예술고등학교 연극영화과 (졸업)
- 동덕여자대학교 방송연예과 (졸업)

## 출연

### 드라마
| 연도 | 방송     | 제목                                | 역할        |
| ---- | -------- | ----------------------------------- | ----------- |
| 2017 | JTBC     | 청춘시대 2                          |             |
| 2018 | OCN      | 미스트리스                          | 카페 알바생 |
| 2018 | 투니버스 | 신비아파트 외전: 기억, 하리         | 구하리      |
| 2018 | 투니버스 | 신비아파트 외전: 기억, 하리 2       | 구하리      |
| 2019 | 72초 TV  | 어쨌든 기념일                       | 김완        |
| 2020 | 투니버스 | 연애공식 구하리                     | 구하리      |
| 2020 | 투니버스 | 조아서 구독중                       | 구하리      |
| 2020 | SBS      | 브람스를 좋아하세요?                | 플룻 전공생 |
| 2021 | 넷플릭스 | 무브 투 헤븐: 나는 유품정리사입니다 | 은행직원2   |

### 공연
- 《강풀의 순정만화》
- 《시간을 파는 상점》 (2015 ~ 2016)
- 《그남자 그여자》 (2015 ~ 2016)
- 《꽃의 비밀》 (2017 ~ 2018)
- 《꽃의 비밀》 (2019 ~ 2020)